# Scomberoides
Scomberoides es un género de peces de la familia Carangidae, del orden Perciformes. Este género marino fue descrito científicamente en 1801 por Bernard de Lacépède.

## Especies
Especies reconocidas del género:
- Scomberoides commersonnianus (Lacépède, 1801)
- Scomberoides lysan (Forsskål, 1775)
- Scomberoides tala (Cuvier, 1832)
- Scomberoides tol (Cuvier, 1832)